# Automeris megalops
Automeris megalops är en fjärilsart som beskrevs av Walker 1865. Automeris megalops ingår i släktet Automeris och familjen påfågelsspinnare. Inga underarter finns listade i Catalogue of Life.